# His Majesty’s Prison Service
Der His Majesty’s Prison Service (übersetzt etwa Gefängnisdienst Seiner Majestät) ist die oberste Strafvollzugsbehörde in England und Wales. Die Behörde untersteht als solche direkt dem britischen Justizministerium. Der HMPS ist zuständig für die Verwaltung und den Betrieb von 138 Strafanstalten sowie für die Beschäftigung der etwa 44.000 Strafvollzugsbediensteten in diesen Einrichtungen. Organisatorisch berichtet der Director-General des HMPS dem Secretary of State for the Home Department, einem Posten, der vergleichbar ist mit dem eines Innenministers. Gleichzeitig untersteht er auch dem Prisons Minister, einem hohen Beamten im Justizministerium. Schottland und Nordirland betreiben eigene Strafvollzugsbehörden, deren Anstalten nicht dem HMPS unterstehen, aber dennoch als His Majesty's Prison (Gefängnis Seiner Majestät) bezeichnet werden.

## Zweck und Aufgaben
“[His] Majesty's Prison Service serves the public by keeping in custody those committed by the courts. Our duty is to look after them with humanity and help them lead law-abiding and useful lives in custody and after release.”

„Der Gefängnisdienst [Seiner] Majestät dient der Öffentlichkeit, indem er diejenigen in Haft nimmt, die von den Gerichten verurteilt wurden. Unsere Aufgabe ist es, diese human zu betreuen und ihnen dabei zu helfen, in Verwahrung und nach ihrer Freilassung ein gesetzestreues und nützliches Leben zu führen.“

Ziel der Behörde ist es also, den Gefangenen die Resozialisierung zu ermöglichen und diese gleichzeitig während der Zeit ihrer Haft von der Bevölkerung abzuschließen. Dies ist konform mit den Vorschriften der Europäischen Union, Haftgründe und -bedingungen werden in ähnlicher Weise in allen europäischen Staaten gehandhabt.

## Dienstgradabzeichen (seit 2013)
| Dienstgrad | Operational Support Grade (OSG) Außendienstbedienstete | Prison Officer Justizvollzugsobersekretär | Supervising Officer Justizvollzugshauptsekretär | Custodial Manager Justizvollzugsamtsinspektor | (Sonderfunktionen)                                    | (Sonderfunktionen)                                    |
| Abzeichen  |                                                        |                                           |                                                 |                                               | DH – Hundeführer W – Werkdienst H – Gesundheitspflege | DH – Hundeführer W – Werkdienst H – Gesundheitspflege |